# Labio leporino
Se denomina labio leporino, labio y paladar hendido, labio fisurado, o fisura labial al defecto congénito que consiste en una hendidura o separación en el labio superior. La fisura labial se origina por la fusión incompleta de los procesos maxilar y nasomedial del embrión y es uno de los defectos de nacimiento más frecuentes (constituye aproximadamente el 15 % de las malformaciones congénitas). Se presenta, frecuentemente, acompañado de paladar hendido o fisura palatina.

## Etimología
Labio leporino (del lat. leporīnus, de la liebre) significa «labio de liebre», pues ese animal tiene el labio superior cortado en el centro. Durante mucho tiempo este fue el término utilizado para denominar a la fisura labial. Sin embargo, en años recientes los dos términos se han usado para referirse a la misma afección.

## Patología
El labio fisurado (queiloquisis) y el paladar hendido (palatosquisis) pueden presentarse juntos o por separado y son variaciones de un tipo de deformidad congénita causada por el desarrollo facial incompleto anormal durante la gestación. Estas deformidades de las estructuras de la cara van desde el desarrollo incompleto del labio superior, en el que se presenta una hendidura, hasta la prolongación bilateral de esta hendidura, que incluye el hueso del maxilar, el paladar y llega incluso hasta la úvula o campanilla. El labio leporino se origina por un crecimiento descompensado de los dos lados del labio (durante los tres primeros meses del embarazo) y es uno de los defectos de nacimiento más frecuentes (constituye aproximadamente el 15 % de las malformaciones congénitas). Puede presentarse de manera unilateral incompleta, unilateral completa y bilateral completa.

Unilateral incompleta
Unilateral completa
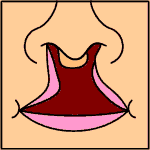
Bilateral completa

### Paladar hendido

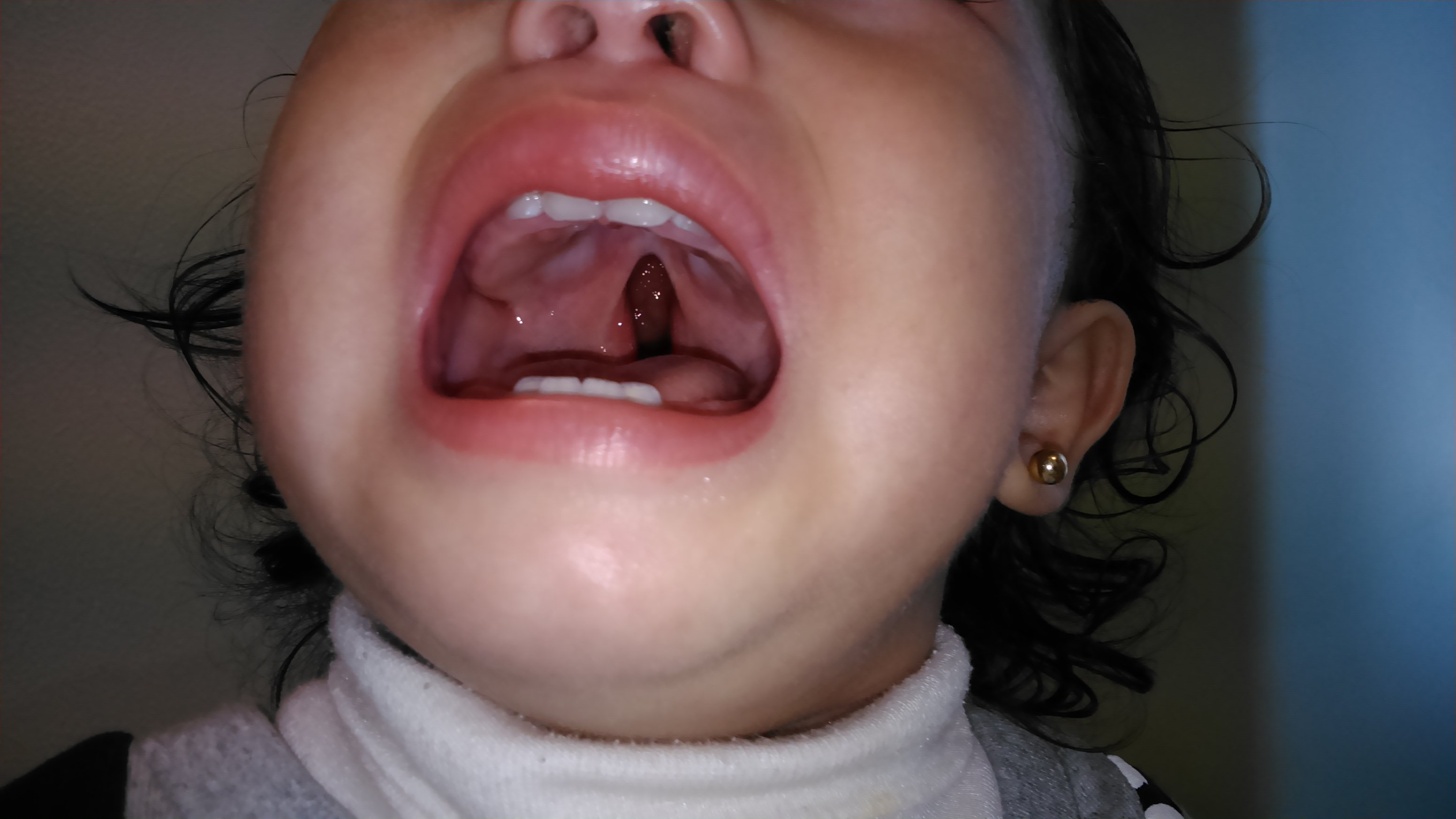
Paladar hendido

El paladar hendido es una afección en la cual el velo del paladar presenta una fisura o grieta que une la boca con la cavidad nasal. Puede estar afectado solo el paladar suave que está hacia atrás junto a la garganta, o incluir el paladar duro formado por hueso y afectar también el maxilar. En la mayoría de los casos se presenta junto con el labio leporino. También es frecuente que la campanilla o úvula esté dividida (bífida). Esto ocurre cuando falla la unión de las prominencias palatinas laterales o maxilares con la prominencia palatina media o frontonasal durante el desarrollo del embrión.

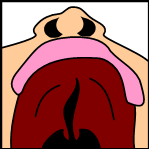
Fisura palatina incompleta
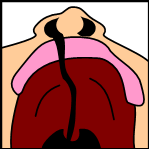
Fisura palatina y labial completa unilateral
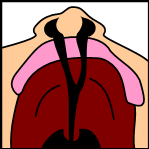
Fisura palatina y labial completa bilateral

## Posibles complicaciones
El labio leporino puede causar algunos inconvenientes entre los afectados:
- Dificultades en la alimentación: el bebé puede tener problemas para succionar la leche materna.
- Pérdida auditiva: debida a posibles infecciones de oído por una disfunción del tubo que conecta el oído medio y la garganta.
- Retrasos del habla y el lenguaje: debido a la afección del labio y la garganta, puede haber dificultades en el habla.
- Problemas dentales: posibles dificultades en el desarrollo normal de la dentadura.

Además, pueden ocurrir problemas psicológicos y emocionales a causa de la malformación visible de la cara que produce el labio leporino, a pesar de que el labio leporino y el paladar hendido no afectan al cerebro de cualquier forma.

## Intervenciones
El tratamiento del labio fisurado y el paladar hendido depende de la gravedad de la malformación. La mayoría de los niños son atendidos por equipos de cirujanos craneofaciales durante su desarrollo, y su tratamiento puede durar toda la vida. Las técnicas quirúrgicas dependen del equipo de cirujanos. Por ejemplo, algunos piensan que el maxilar se debe tratar hasta los doce años, cuando ya salieron los dientes permanentes, para evitar múltiples cirugías durante el desarrollo. Otros piensan que después es más difícil corregir los problemas de lenguaje. En todo caso el tratamiento puede ser diferente dependiendo del tipo y de la severidad de la fisura.

### Cirugía del labio

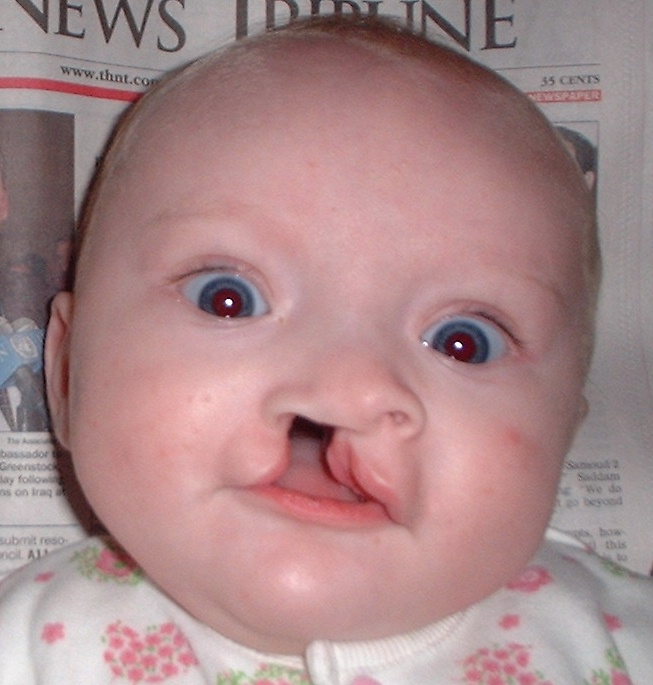
Bebé de 6 meses de edad antes de la cirugía.
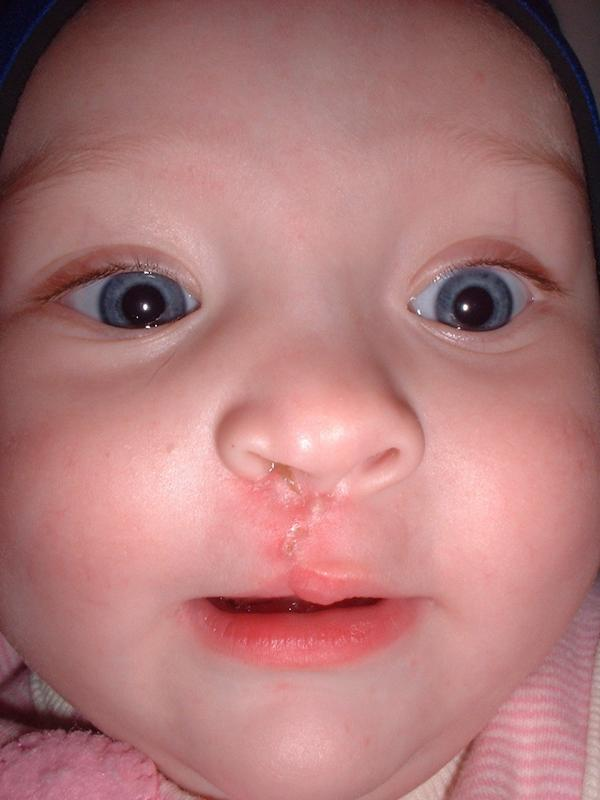
La misma niña un mes después de la cirugía.
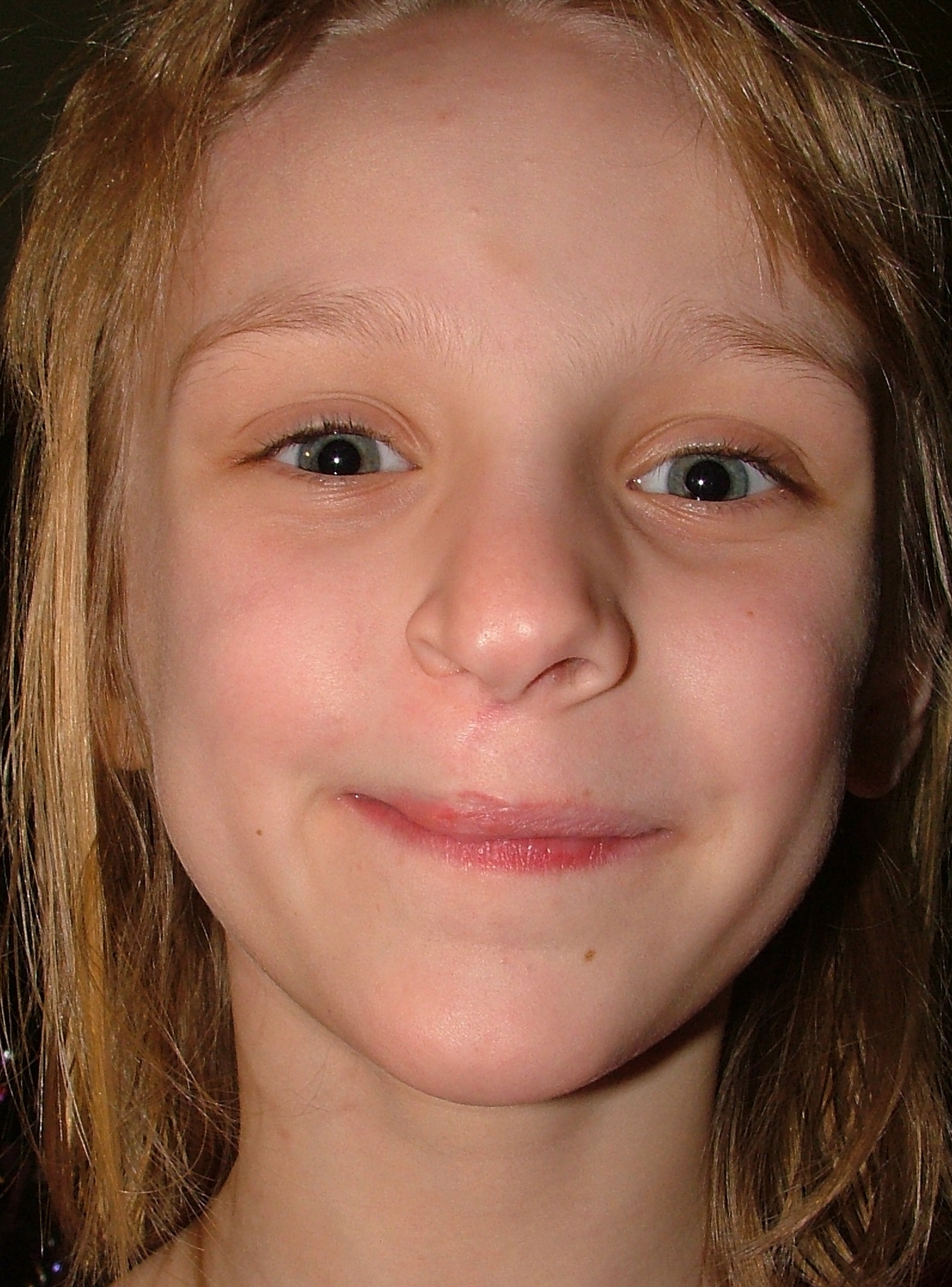
La misma niña a los 8 años de edad. Nótese cómo la cicatriz casi ha desaparecido.

Entre los 2 y 3 primeros meses de vida, se realiza la cirugía para cerrar la hendidura del labio. Aunque la cirugía se puede efectuar después del nacimiento, la mejor edad para la intervención son aproximadamente las 10 semanas, después se aplica "la regla de los 10", acuñada por los cirujanos Wilhelmmesen y Musgrave en 1969 (el niño tendrá al menos 10 semanas de edad; pesará al menos 10 libras [4,5 kg] y tendrá al menos 10 g de hemoglobina). Si la hendidura es bilateral y extensa, pueden requerirse dos cirugías, un lado primero y el segundo lado unas semanas más tarde. A menudo, una hendidura labial incompleta precisa la misma cirugía que la hendidura completa. Esto se debe a dos motivos: en primer lugar, el grupo de músculos requeridos para apretar los labios atraviesa el labio superior y, a fin de restaurar el grupo completo de músculos, se debe hacer una incisión completa; en segundo lugar, para crear una cicatriz menos obvia, el cirujano tratará de alinear la cicatriz con las líneas naturales en el labio superior (como los bordes del filtrum) y meter puntadas tan lejos de la nariz como sea posible. La hendidura incompleta da al cirujano más tejido para trabajar y así crear un labio superior que parezca más flexible y natural.

### Cirugía del paladar
A menudo, la fisura palatina es temporalmente cerrada usando un obturador palatal. El obturador es una prótesis hecha para encajar en el paladar y cubrir el hueco.
La fisura palatina también puede ser corregida por cirugía, por lo general realizada entre los 6 y 12 meses de edad. Aproximadamente el 20-25 % sólo requiere una cirugía palatal que consiga una válvula velofaríngea competente capaz de producir una voz normal, no hipernasal. Sin embargo, las combinaciones de métodos quirúrgicos y cirugías repetidas a menudo son necesarias cuando el niño crece. Una de las innovaciones en la reparación de labio leporino y de fisura palatina es el dispositivo Latham. El Latham se inserta quirúrgicamente mediante alfileres durante el 4.º o 5.º mes de edad. Después de que esto está en su lugar, el médico o los padres dan vuelta diariamente a un tornillo para estirar el tejido y juntar poco a poco los bordes de la hendidura con el fin de reparar el labio y el paladar.
Si la hendidura se extiende por el canto alveolar del maxilar, el hueco se corrige por lo general llenándolo con tejido de hueso que puede obtenerse de los mismos pacientes, de su propia barbilla, costilla o cadera.
En algunos países, como México, estos tipos de aparatos se ponen entre los 3 o 4 años de edad, con un paladar al que cada semana los padres aprietan con un tornillo para poder cerrar lo que queda del paladar y que no puede cerrarse con cirugía.

### Consideraciones no quirúrgicas
Históricamente, los niños que padecen esta malformación han sido objeto de discriminación.
La estimulación emocional y social adecuada se recomienda para los niños con labio leporino para que no sufran problemas psicológicos (por ejemplo, problemas con la imagen corporal) a causa de la malformación de la cara, presente al principio del proceso de tratamiento quirúrgico.
Se recomienda que la terapia del habla se implemente en etapas tempranas para prevenir errores compensatorios en el habla de niños con el paladar hendido. Además, la introducción de un tubo de timpanostomía puede ayudar para prevenir la pérdida auditiva en niños con el paladar hendido.

## Causas

### Genética
En la mayoría de los casos de labio leporino la condición es multifactorial en términos genéticos, es decir, que la condición surge de interacciones complicadas entre varios genes durante el desarrollo y no de un solo gen mutado o síndrome genético heredable. Permanece una falta de investigación acerca de la base de tales interacciones "poligénicas", pero las secuencias de ADN de algunas ubicaciones específicas en el genoma humano se han mostrado importantes en la determinación del labio leporino.

### Factores ambientales
Se piensa que varios factores ambientales causan muchas de las interrupciones en los procesos de desarrollo que normalmente producen un labio superior completo y un paladar completo. Por ejemplo, hay evidencia que tanto la edad avanzada de la madre como el consumo bajo de ácido fólico por la madre, y también la contaminación medioambiental, se asocian con tasas más altas de labio leporino.

## Epidemiología

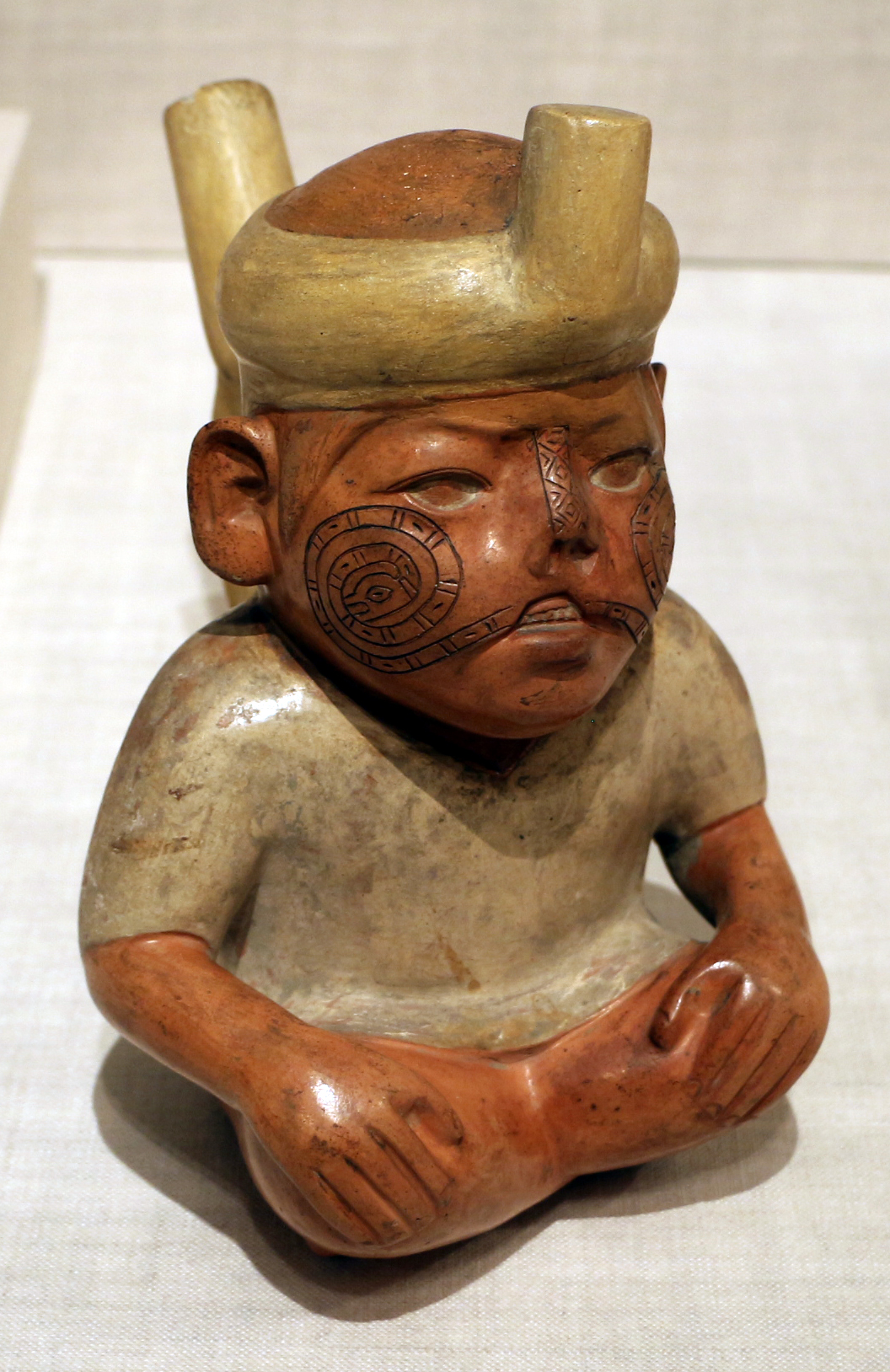
Huaco moche de un niño con paladar hendido

Aproximadamente uno de cada mil nacimientos a nivel mundial presenta labio fisurado sin o con paladar hendido.
Las tasas más altas del labio partido con o sin paladar hendido se encuentran en Latinoamérica y Asia Oriental, mientras que las tasas más bajas se encuentran en África Subsahariana. Dentro de Latinoamérica, la incidencia del labio leporino sin o con paladar hendido es más alta en los países con poblaciones indígenas más grandes.
Con respecto al género, el labio leporino sin o con paladar hendido es más común en varones, mientras que el paladar hendido aislado es más común en mujeres.

## Controversia
En algunos países, el labio leporino o el paladar hendido son considerados motivos (generalmente tolerado u oficialmente sancionado) para realizar el aborto más allá del límite de edad fetal legal, aunque el feto no esté en peligro de muerte. Algunos activistas de derechos humanos sostienen que esta práctica "del asesinato cosmético" asciende a la eugenesia. Joanna Jepson, religiosa británica que sufrió una deformidad de mandíbula congénita ella misma (no de labio leporino o el paladar hendido como a veces se dice), ha comenzado la demanda judicial para detener la práctica en el Reino Unido (aunque en el Reino Unido, tal aborto no fuera permitido conforme a la Ley de Aborto de 1967, porque el labio leporino y el paladar hendido no son considerados una deficiencia seria).

## Fisurados famosos
| Nombre          | Descripción                                                 | Imagen |
| --------------- | ----------------------------------------------------------- | ------ |
| Jürgen Habermas | Filósofo y sociólogo alemán                                 |        |
| Stacy Keach     | Actor y narrador estadounidense                             |        |
| Carmit Bachar   | Cantante, bailarina, modelo y actriz estadounidense-israelí |        |